# Vittorio Emanuele
Vittorio Emanuele – stacja linii A metra rzymskiego. Stacja została otwarta w 1980 roku. 
Stacja mieści się niedaleko Placu Vittorio Emanuele II i znajduje się w rejonie Esquilino. Niedaleko niej jest Bazylika Santa Maria Maggiore.